# Następny
Następny – pierwszy album Jacka Bończyka, wydany w 2001 roku.
Album powstał na fali sukcesów Jacka Bończyka, po zdobyciu przez niego GrandPrix Ogólnopolskiego Festiwalu Piosenki Francuskiej w Lublinie (1999 r.) oraz GrandPrix Przeglądu Piosenki Aktorskiej we Wrocławiu (2000 r.). Płyta zawiera utwory francuskich twórców: Claude'a Nougaro, Georges'a Brassensa, Charles'a Aznavoura, Gilberta Becaud oraz Jacques'a Brela w przekładach Jerzego Bielunasa, Andrzeja Bianusza, Jeremiego Przybory i Wojciecha Młynarskiego, a także w oryginale. Utwory te były wcześniej wykonywane przez Bończyka w recitalu "Piosenki kilku Francuzów". Na albumie znajduje się też piosenka Wojciecha Młynarskiego "Dziewczyny, bądźcie dla nas dobre na wiosnę".

## Lista utworów
1. "Entrance: Przywitanie" – 0:57
2. "La Chanson" – 1:49
3. "Kino" – 3:30
4. "U!" – 2:54
5. "Dziewczynka" – 1:52
6. "Laleczka" – 4:41
7. "Trąbeczko, ty imię me sław" – 3:09
8. "Złe zioło" – 3:00
9. "Jak ktoś jest żłób, będzie żłób" – 2:49
10. "Jest fantastycznie" – 2:32
11. "La Boheme" – 4:21
12. "Nathalie" – 4:37
13. "Piękna co nie żałuje" – 5:44
14. "Jestem swing" – 2:36
15. "Następny" – 2:49
16. "Pod balkonem" – 3:06
17. "Sortie: Dziewczyny..." – 3:17

## Wykonawcy
- Jacek Bończyk – śpiew
- Bartłomiej Krauz – akordeon
- Sebastian Wypych – kontrabas
- Hadrian Filip Tabęcki – fortepian